# Leonardo Sandri
Leonardo Sandri (Buenos Aires, 18 de novembro de 1943) é um cardeal argentino, prefeito emérito do Dicastério para as Igrejas Orientais no Vaticano, e eleito pelos Cardeais-Bispos como Vice-Decano do Colégio de Cardeais, tendo o Papa confirmado a eleição em 24 de janeiro de 2020.

## Biografia
Filho de Antonio Enrico e Nella Righi, imigrantes italianos da região de Trento. Obteve o doutorado em Direito Canônico na Pontifícia Universidade Gregoriana. Foi ordenado sacerdote no dia 2 de dezembro de 1967, incardinado na Arquidiocese de Buenos Aires, foi vigário paroquial e secretário do Cardeal Juan Carlos Aramburu. Em 1970 foi enviado a Roma para continuar os seus estudos. Em 1974 ingressou no serviço diplomático da Santa Sé; serviu nas nunciaturas de Madagascar e nas Ilhas Maurício, e na Secretaria de Estado do Vaticano de 1977 a 1989. De 1989 a 1991 foi observador permanente da Santa Sé na Organização dos Estados Americanos. No dia 26 de agosto de 1991 foi nomeado regente da Prefeitura da Casa Pontifícia.
Aos 2 de abril de 1992 iniciou seu trabalho como assessor para os Assuntos Gerais da Secretaria de Estado da Santa Sé. O Papa João Paulo II elevou-o à dignidade de arcebispo ao nomeá-lo Núncio Apostólico na Venezuela em 22 de julho de 1997. Foi ordenado bispo pelo Cardeal Angelo Sodano, no dia 11 de outubro do mesmo ano.
No dia 1 de março de 2000 foi nomeado Núncio Apostólico no México. Já no dia 16 de setembro do ano 2000 retornou à Roma como substituto para os Assuntos Gerais da Secretaria de Estado do Vaticano.
Durante o período final do pontificado de João Paulo II, foi ele que lia os discursos do Papa enfermo, quando este não podia falar, sendo que em 2 de abril de 2005, anunciou ao mundo oficialmente a morte do Papa João Paulo II.
Em 9 de junho de 2007 foi nomeado pelo Papa Bento XVI prefeito da Congregação para as Igrejas Orientais, bem como Grão-Chanceler do Pontifício Instituto Oriental pertencente à Congregação.
Ele foi criado cardeal no consistório de 24 de novembro de 2007, pelo Papa Bento XVI recebeu o título cardinalício da diaconia de São Biagio e Carlo ai Catinari.
Atualmente, é membro da Congregação para a Doutrina da Fé, da Congregação para os Bispos, da Congregação para a Evangelização dos Povos, da Congregação para a Educação Católica, do Pontifício Conselho para a Promoção da Unidade dos Cristãos, do Pontifício Conselho para o Diálogo Inter-Religioso, do Pontifício Conselho para os Textos Legislativos, do Supremo Tribunal da Assinatura Apostólica, e da Pontifícia Comissão para o Estado da Cidade do Vaticano.
Em 19 de maio de 2018, ele passou para a ordem dos cardeais-presbíteros e sua diaconia foi elevada, pro hac vice, ao título. Em 26 de junho de 2018, com o Rescriptum ex Audentia Ss.mi, o Papa Francisco decidiu elevá-lo na Ordem dos Cardeais-Bispos, equiparando-o, em todos os aspectos, aos Cardeais que receberam o título de Sé suburbicária. Em 24 de janeiro de 2020, o papa aprovou sua eleição como vice-decano do Colégio de Cardeais.
Em 21 de novembro de 2022, foi sucedido como prefeito do Dicastério para as Igrejas Orientais pelo então núncio apostólico na Grã-Bretanha, Claudio Gugerotti.

## Galeria fotográfica

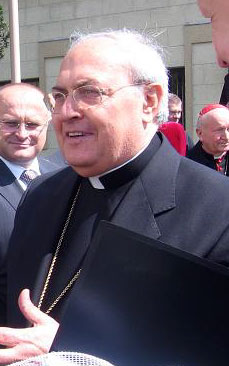
O cardeal Leonardo Sandri
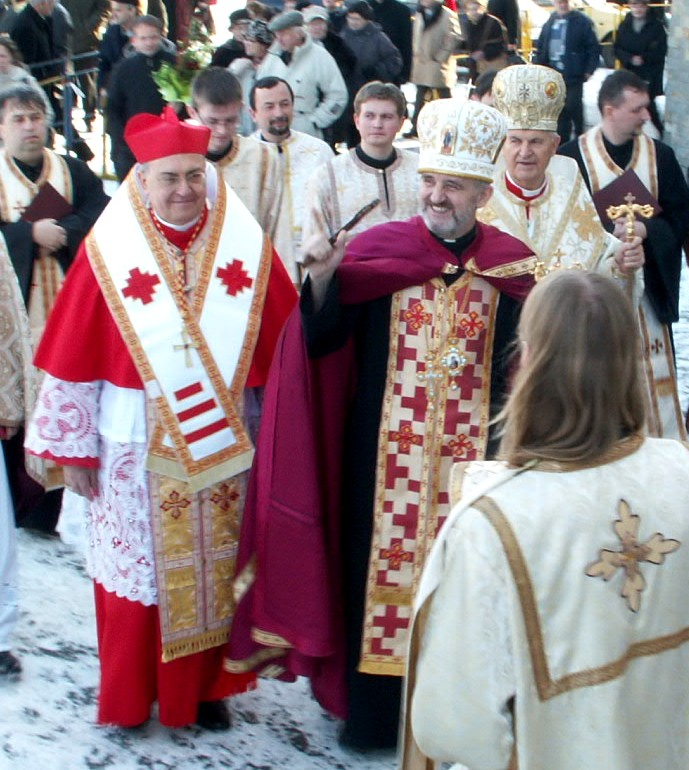
Na consagração do bispo Peter Rusnák em 2008

## Ordenações

### Ordenações episcopais
O Cardeal Sandri foi o principal sagrante dos seguintes bispos:
- Vicente Juan Segura (2005)
- Claudiu-Lucian Pop (2011)
- Georges Abou Khazen, O.F.M. (2014)
- Maurizio Malvestiti (2014)
- Rubén Tierrablanca Gonzalez, O.F.M. † (2016)
- Pierbattista Pizzaballa, O.F.M. (2016)
- César Essayan, O.F.M.Conv. (2016)
- Claudio Lurati, M.C.C.I. (2020)
- Dominique Joseph Mathieu, O.F.M.Conv. (2021)

E foi consagrante de:
- Hipólito Reyes Larios † (2000)
- Eduardo Porfirio Patiño Leal (2000)
- Giuseppe Pinto (2002)
- Claudio Gugerotti (2002)
- Adolfo Tito Camacho Yllana (2002)
- Giovanni d'Aniello (2002)
- Daniel Mizonzo (2002)
- Louis Portella Mbuyu (2002)
- Marcel Utembi Tapa (2002)
- Franco Agostinelli (2002)
- Amândio José Tomás (2002)
- Vittorio Lanzani (2002)
- Paul Tschang In-Nam (2003)
- Celestino Migliore (2003)
- Pierre Nguyễn Văn Tốt (2003)
- Pedro López Quintana (2003)
- Angelo Amato, S.D.B. (2003)
- Calogero La Piana, S.D.B. (2003)
- René-Marie Ehouzou, C.I.M. † (2003)
- Ján Babjak, S.J. (2003)
- Andraos Abouna † (2003)
- Milan Šašik, C.M. † (2003)
- Giuseppe Nazzaro, O.F.M. † (2003)
- Brian Farrell, L.C. (2003)
- Renato Boccardo (2004)
- Michael August Blume, S.V.D. (2005)
- Stephen Chirappanath (2016)
- Dagoberto Campos Salas (2018)
- Flavio Pace (2024)